# Ctenotus brachyonyx
Ctenotus brachyonyx är en ödleart som beskrevs av  Storr 1971. Ctenotus brachyonyx ingår i släktet Ctenotus och familjen skinkar. Inga underarter finns listade i Catalogue of Life.